# Amtsgericht Gilgenburg
Das Amtsgericht Gilgenburg war ein preußisches Amtsgericht mit Sitz in Gilgenburg, Ostpreußen.

## Geschichte
In Gilgenburg bestand bis 1849 das Land- und Stadtgericht Gilgenburg und danach die Gerichtskommission Gilgenburg des Kreisgerichtes Osterode. Im Rahmen der Reichsjustizgesetze wurden die bestehenden Gerichte aufgehoben und einheitlich Amtsgerichte gebildet. Das königlich preußische Amtsgericht Gilgenburg wurde mit Wirkung zum 1. Oktober 1879 als eines von zehn Amtsgerichten im Bezirk des Landgerichtes Allenstein im Bezirk des Oberlandesgerichtes Königsberg gebildet. Der Sitz des Gerichtes war Gilgenburg. Sein Gerichtsbezirk umfasste aus dem Kreis Osterode in Ostpreußen den Stadtbezirk Gilgenburg und die Amtsbezirke Döhlau, Elgenau, Frögenau, Heeselicht, Marwalde, Rauschken, Seemen und Tannenberg. Am Gericht bestand 1880 eine Richterstelle. Das Amtsgericht war damit ein kleines Amtsgericht im Landgerichtsbezirk.
Im Jahre 1945 wurden der Amtsgerichtsbezirk unter polnische Verwaltung gestellt und die deutschen Einwohner vertrieben. Damit endete auch die Geschichte des Amtsgerichtes Gilgenburg.